# Oulimnius rivularis
Oulimnius rivularis là một loài bọ cánh cứng trong họ Elmidae. Loài này được Rosenhauer miêu tả khoa học năm 1856.